# Sam Jones (Musiker)
Sam Jones (eigentlich Samuel Jones) (* 12. November 1924 in Jacksonville; † 15. Dezember 1981 in New York City) war ein amerikanischer Jazzbassist, Cellist und Komponist.

## Leben und Werk
Jones spielte in der Schule Schlagzeug in einer Blaskapelle und wechselte hinterher auf den Bass. Er spielte zunächst in Philadelphia bei Tiny Bradshaw (1953–55) und Les Jazz Modes. Mitte der 1950er zog er nach New York City. Er wirkte nun bei Kenny Dorham, Illinois Jacquet, Cannonball Adderley (1957), Bill Evans (Everybody Digs Bill Evans), Dizzy Gillespie (1958–59), Thelonious Monk und Ike Quebec/Grant Green (Blue and Sentimental). International wurde er hauptsächlich durch seine Arbeit im Cannonball Adderley Quintet zwischen 1959 und 1965 bekannt. Er spielte anschließend im Trio von Oscar Peterson (1966–70), trat aber auch mit Bill Evans, Wes Montgomery und Cedar Walton (ab 1971, u. a. in dessen Bandprojekt Eastern Rebellion) auf. Mit Richard Davis, Lisle Atkinson, Milton Hinton, Ron Carter und Michael Fleming gehörte er seit 1968 zu Bill Lees New York Bass Violin Choir. In seinen letzten Lebensjahren leitete Jones eine semiprofessionelle zwölfköpfige Band.
Jones war ein profunder Begleiter, insbesondere im Zusammenspiel mit Louis Hayes (bei Grant Greens Quartett-Aufnahmen mit Sonny Clark, bei Cannonball Adderley und 1966 bei Peterson) und mit Billy Higgins (in den Projekten von Cedar Walton) zeigte sich sein enormes Vermögen in der Rhythmusgruppe. Zwei der von Jones komponierten Stücke, die im Repertoire von Adderley waren, sind zu Standards geworden (Unit 7 und Del Sasser). Er legte mehrere Platten unter eigenem Namen vor.

## Diskographische Hinweise
- Somethin’ Else (Blue Note; 1958) mit Cannonball Adderley, Miles Davis, Hank Jones, Art Blakey
- The Soul Society (OJC; 1960) mit Nat Adderley, Blue Mitchell, Jimmy Heath, Charles Davis, Bobby Timmons, Keter Betts, Louis Hayes
- The Chant (OJC, 1961) mit Melba Liston, Cannonball Adderley, Wynton Kelly, Victor Feldman, Les Spann
- Down Home (OJC, 1962) mit Snooky Young, Clark Terry, Frank Strozier, Joe Zawinul, Israel Crosby, Ron Carter, Ben Riley, Vernell Fournier
- Nippon Soul (Riverside Records) mit Cannonball Adderley, Nat Adderley, Joe Zawinul, Louis Hayes, Yusef Lateef
- Clifford Jordan: Drink Plenty Water (ed. 2023)
- Changes and Things (Xanadu, 1977) mit Blue Mitchell, Slide Hampton, Bob Berg, Cedar Walton, Louis Hayes
- Visitation (Steeplechase, 1978) mit Terumasa Hino, Bob Berg, Ronnie Mathews, Al Foster